# Rebecca Smith (Schwimmerin)
Rebecca Smith (* 14. März 2000 in Red Deer, Alberta) ist eine kanadische Schwimmerin. Sie gewann bei Olympischen Spielen eine Silbermedaille. Bei Weltmeisterschaften erhielt bis November 2024 auf der 50-Meter-Bahn eine Silbermedaille und sieben Bronzemedaillen sowie auf der 25-Meter-Bahn je drei Gold-, Silber- und Bronzemedaillen. Hinzu kamen je zweimal Silber und Bronze bei den Commonwealth Games.

## Sportliche Karriere
Rebecca Smith schwimmt für das High Performance Center in Toronto.

### Die Jahre bis 2019
2015 gewann sie bei den Juniorenweltmeisterschaften Silber mit der 4-mal-200-Meter-Freistilstaffel und Bronze mit der 4-mal-100-Meter Freistilstaffel. Außer Smith schwammen Penny Oleksiak, Mary-Sophie Harvey und Taylor Ruck in beiden Staffeln. 2016 gewann Smith über 50 Meter Schmetterling ihren ersten kanadischen Meistertitel.
Bei den Weltmeisterschaften 2017 in Budapest schwamm Smith in allen drei Vorläufen der Frauenstaffeln mit, im Finale war sie nur in der 4-mal-200-Meter-Freistilstaffel dabei, als Mary-Sophie Harvey, Rebecca Smith Katerine Savard und Mackenzie Padington den achten Platz belegten. In der 4-mal-100-Meter-Mixed-Lagenstaffel schwammen im Vorlauf Javier Acevedo, Richard Funk, Rebecca Smith und Chantal van Landeghem die drittschnellste Zeit. Im Finale siegte das Quartett aus den Vereinigten Staaten vor Australien. Vier Hundertstelsekunden dahintzer schlugen die Staffeln aus China und aus Kanada zeitgleich an und wurden gemeinsam Dritte. Außer Kylie Masse, Richard Funk, Penny Oleksiak und Yuri Kisil erhielten auch Acevedo, Smith und van Landeghem für ihren Einsatz im Vorlauf eine Bronzemedaille. Einen Monat nach den Weltmeisterschaften fanden die Juniorenweltmeisterschaften 2017 statt. Smith gewann Silber über 100 Meter Schmetterling und Bronze über 50 Meter Schmetterling. Außerdem erkämpfte sie zwei Goldmedaillen mit den Freistilstaffeln.
Im April 2018 bei den Commonwealth Games in Gold Coast belegte Smith den sechsten Platz über 100 Meter Schmetterling und den fünften Platz über 50 Meter Schmetterling. In der 4-mal-200-Meter-Freistilstaffel siegten die Australierinnen vor Penny Oleksiak, Rebecca Smith, Kayla Sanchez und Taylor Ruck. Im August fanden die Pan Pacific Championships in Tokio statt. Smith wurde über 100 Meter Schmetterling Vierte. In der 4-mal-200-Meter-Freistilstaffel wurden Kayla Sanchez, Taylor Ruck, Rebecca Smith und Mackenzie Padington Dritte und auch die 4-mal-100-Meter-Freistilstaffel mit Taylor Ruck, Kayla Sanchez, Rebecca Smith und Alexia Zevnik gewann Bronze hinter Australien und dem US-Team. Die Lagenstaffel mit Kylie Masse, Kelsey Wog, Rebecca Smith und Taylor Ruck schlug als Vierte mit 0,11 Sekunden Rückstand auf die drittplatzierten Japanerinnen an.
2019 bei den Weltmeisterschaften in Gwangju schied Smith bei ihrem einzigen Einzelstart über 100 Meter Schmetterling im Halbfinale aus. Die 4-mal-100-Meter-Freistilstaffel mit Margaret Mac Neil, Rebecca Smith, Penny Oleksiak und Kayla Sanchez schwamm die zweitbeste Vorlaufzeit. Im Finale waren Kayla Sanchez, Taylor Ruck, Penny Oleksiak und Margaret Mac Neil drei Sekunden schneller als die Vorlaufstaffel und wurden Dritte hinter den Australierinnen und der US-Staffel. Die 4-mal-200-Meter-Freistilstaffel mit Emma O’Croinin, Rebecca Smith, Emily Overholt und Kayla Sanchez erreichte das Ziel mit der sechsten Vorlaufzeit. Im Finale wurden Kayla Sanchez, Taylor Ruck, Emily Overholt und Penny Oleksiak Dritte mit einer um mehr als zehn Sekunden schnelleren Zeit als im Vorlauf. In der 4-mal-100-Meter-Lagenstaffel kamen Kylie Masse, Kierra Smith, Rebecca Smith und Taylor Ruck als Vierte der Vorläufe weiter. Im Endlauf waren Kylie Masse, Sydney Pickrem, Margaret Mac Neil und Penny Oleksiak fünf Sekunden schneller als die Vorlaufstaffel und wurden Dritte. Rebecca Smith hatte dreimal Staffelbronze erschwommen, ohne in einem einzigen Finale anzutreten.

### Die Jahre ab 2021
Wegen der COVID-19-Pandemie fanden die eigentlich für 2020 geplanten Olympischen Spiele in Tokio erst 2021 statt. In der 4-mal-100-Meter-Freistilstaffel erreichten Kayla Sanchez, Taylor Ruck, Rebecca Smith und Penny Oleksiak das Finale mit der drittbesten Zeit. Im Endlauf waren Sanchez, Mac Neil, Smith und Oleksiak eine Sekunde schneller als im Vorlauf und wurden Zweite hinter den Niederländerinnen und nur drei Hundertstelsekunden vor dem Quartett aus den Vereinigten Staaten. Die kanadische 4-mal-200-Meter-Freistilstaffel schwamm im Vorlauf mit Katerine Savard, Rebecca Smith, Mary-Sophie Harvey und Sydney Pickrem und wurde im Finale mit Summer McIntosh, Rebecca Smith, Kayla Sanchez und Penny Oleksiak Vierte. Nur im Vorlauf dabei war Rebecca Smith in der 4-mal-100-Meter-Mixed-Lagenstaffel, da die Staffel als 13 der Vorläufe ausschied.
Ende 2021 fanden die Kurzbahnweltmeisterschaften in Abu Dhabi statt. Über 200 Meter Freistil wurde Rebecca Smith Zweite hinter Siobhan Bernadette Haughey aus Hongkong. In der 4-mal-100-Meter-Freistilstaffel gab es ein totes Rennen zwischen den Staffeln aus den Vereinigten Staaten und aus Kanada, so dass beide Staffeln die Goldmedaille erhielten. Die 4-mal-200-Meter-Freistilstaffel Kanadas hatte hingegen dreieinhalb Sekunden vor den zweitplatzierten Schwimmerinnen aus den Vereinigten Staaten. Mit Kayla Sanchez, Rebecca Smith und Katerine Savard waren drei Schwimmerinnen bei beiden Weltmeistertiteln im Finale dabei. Eine weitere Goldmedaille erhielt Smith für ihre Vorlaufteilnahme in der 4-mal-50-Meter-Mixed-Freistilstaffel.
2022 bei den Weltmeisterschaften in Budapest erreichte die 4-mal-100-Meter-Freistilstaffel mit Kayla Sanchez, Taylor Ruck, Rebecca Smith und Katerine Savard die drittbeste Vorlaufzeit. Im Finale siegten die Australierinnen vor Sanchez, Ruck, Mac Neil und Oleksiak. Die 4-mal-200-Meter-Freistilstaffel schwamm im Vorlauf mit Mary-Sophie Harvey, Katerine Savard, Rebecca Smith und Taylor Ruck, im Endlauf wurden Summer McIntosh, Kayla Sanchez, Taylor Ruck und Penny Oleksiak Dritte. Einen Monat später bei den Commonwealth Games in Birmingham erkämpfte Smith Bronze mit der 4-mal-100-Meter-Freistilstaffel. Ihre beste Einzelplatzierung war der siebte Platz über 100 Meter Freistil. Eine weitere Bronzemedaille erschwamm Smith mit der 4-mal-100-Meter-Mixed-Freistilstaffel.
Ende 2022 bei den Kurzbahnweltmeisterschaften in Melbourne waren in der 4-mal-100-Meter-Freistilstaffel im Vorlauf Rebecca Smith, Katerine Savard, Mary-Sophie Harvey und Taylor Ruck dabei, im Endlauf wurden Rebecca Smith, Taylor Ruck, Margaret Mac Neil und Katerine Savard Dritte. Die 4-mal-200-Meter-Freistilstaffel mit Rebecca Smith, Katerine Savard, Mary-Sophie Harvey und Taylor Ruck wurde Zweite hinter den Australierinnen, im Vorlauf waren Mary-Sophie Harvey, Sydney Pickrem, Kelsey Wog und Rebecca Smith eingesetzt worden. Über 200 Meter Freistil siegte Haughey vor Smith, die vier Hundertstelsekunden vor der Niederländerin Marrit Steenbergen anschlug. Die 4-mal-100-Meter-Lagenstaffel schwamm im Vorlauf mit Kylie Masse, Rachel Nicol, Katerine Savard und Rebecca Smith. Im Endlauf wurden Ingrid Wilm, Sydney Pickrem, Margaret Mac Neil und Taylor Ruck Dritte. In der 4-mal-50-Meter-Mixed-Lagenstaffel schwammen Ingrid Wilm, Javier Acevedo, Ilya Kharun und Rebecca Smith und erreichten mit der achtbesten Vorlaufzeit nur knapp das Finale. Im Endlauf schlugen Kylie Masse, Javier Acevedo, Ilya Kharun und Margaret Mac Neil als Dritte an. 2023 konnte sich Smith nicht für die Weltmeisterschaften in Fukuoka qualifizieren.
Im Februar 2024 bei den Weltmeisterschaften in Doha schwamm die 4-mal-100-Meter-Freistilstaffel mit Rebecca Smith, Sarah Fournier, Ella Jansen und Taylor Ruck die drittbeste Vorlaufzeit. Im Endlauf belegten Smith, Fournier, Katerine Savard und Ruck ebenfalls den dritten Platz. Die 4-mal-200-Meter-Freistilstaffel mit Rebecca Smith, Emma O’Croinin, Sienna Angove und Taylor Ruck wurde Sechste. Die 4-mal-100-Meter-Lagenstaffel mit Ingrid Wilm, Sydney Pickrem, Rebecca Smith und Katerine Savard war Vorlaufschnellste. Im Finale unterboten Ingrid Wilm, Sophie Angus, Rebecca Smith und Taylor Ruck die Vorlaufzeit um zwei Sekunden und wurden Dritte hinter den Australierinnen und den Schwedinnen. Die kanadische 4-mal-100-Meter-Mixed-Freistilstaffel mit Finlay Knox, Javier Acevedo, Taylor Ruck und Rebecca Smith belegte den vierten Platz mit anderthalb Sekunden Rückstand auf die Medaillenränge. Fünf Monate später bei den Olympischen Spielen in Paris trat Smith nur über 100 Meter Schmetterling an und schied in den Vorläufen mit der 24. Zeit aus.